# Parti tendrel du Bhoutan
Pour les articles homonymes, voir BTP (homonymie).
Le Parti tendrel du Bhoutan (en dzongkha : བྷུ་ཊཱན་རྟེན་འབྲེལ་ཚོགས་པ ; en anglais : Bhutan Tendrel Party abrégé en BTP) est un parti politique bhoutanais fondé par Pema Chewang en novembre 2022 et enregistré en janvier 2023.
Participant aux élections législatives de 2023-2024, il termine deuxième, ce qui lui permet de faire son entrée à l'Assemblée nationale.

## Nom et symbole
Le mot « tendrel » est un terme tibétain qui fait référence au concept bouddhique de la coproduction conditionnée. Selon le BTP, le « tendrel » marque le « début d'une nouvelle ère, d'un nouveau Bhoutan courageux et un parti politique responsable ».
Le symbole du BTP est un éléphant. Dans sa charte, le parti déclare que l'éléphant symbolise « la force, la stabilité et la sagesse ».

## Histoire

### Fondation
En novembre 2022, Pema Chewang quitte sa fonction de secrétaire à la commission nationale foncière afin de former un nouveau parti politique. La convention fondatrice dite de « pré-enregistrement » a lieu le 29 novembre, le parti est dévoilé sous le nom de Parti tendrel du Bhoutan (BTP) et Chewang en est élu président. Il remet le lendemain sa demande d'enregistrement auprès de la Commission électorale du Bhoutan afin de participer aux prochaines élections législatives,. 
Le BTP est officiellement enregistré le 9 janvier 2023, devenant ainsi le sixième parti politique du pays à l'être par la Commission,. Le parti tient sa première assemblée générale le 30 janvier à Thimphou afin de présenter ses différents candidats au scrutin législatif ainsi que sa stratégie pour se faire connaître à travers le pays.

### Élections législatives de 2023-2024
Le BTP présente 47 candidats aux élections législatives de 2023-2024 soit autant que de sièges à pourvoir à l'Assemblée nationale. Selon le parti, la sélection des candidatures est « un mélange de candidats hautement capables et compétents issus d'un large éventail de formations, d'expériences et d'âges ».
Lors du premier tour du scrutin le 30 novembre 2023, le BTP arrive à la deuxième place lui permettant ainsi d'accéder au second tour seulement un an après sa fondation face au Parti démocratique populaire, ce dernier étant déjà présent au pouvoir de 2013 à 2018. À l'issue du second tour le 9 janvier 2024, le parti arrive en seconde place et remporte 17 sièges devenant ainsi l'unique parti d'opposition parlementaire.

## Résultats électoraux
| Année     | Premier tour | Premier tour | Premier tour | Second tour | Second tour | Second tour | Sièges  | +/-        | Position   |
| Année     | Voix         | %            | Rang         | Voix        | %           | Rang        | Sièges  | +/-        | Position   |
| --------- | ------------ | ------------ | ------------ | ----------- | ----------- | ----------- | ------- | ---------- | ---------- |
| 2023-2024 | 61 331       | 19,58        | 2e           | 147 123     | 45,02       | 2e          | 17 / 47 | Parti créé | Opposition |